# コ・イェリム
コ・イェリム（高藝琳、ハングル表記：고예림、ラテン翻記：Go Yerim、1994年6月12日 - ）は、大韓民国の女子バレーボール選手である。大韓民国代表。

## 来歴
小学5年次からバレーボールを始めた。江陵女子高等学校在学中の2012年にジュニア代表としてアジアジュニアバレーボール選手権に出場し5位となる。2013年9月10日に開催されたVリーグドラフト会議において、1巡目2番でKGC人参公社に指名されたが、指名権が譲渡された韓国道路公社ハイパスに入団した。入団時からアイドルのような容貌と色白な肌で人気が高まり、オールスターにも選出されている。同シーズン終了後には新人選手賞を獲得している。
2014年に早くもバレーボール・ワールドグランプリ代表メンバーに名を連ねている。
2016/17シーズン終了後にパク・チョンアがFA権を行使して、IBK企業銀行アルトスから韓国道路公社ハイパスに移籍したことに伴い、補償選手としてイェリムがIBK企業銀行に移籍した。
2019年にFA権を行使して、IBK企業銀行アルトスから現代建設ヒルステートに移籍した。
2025年、ペッパー貯蓄銀行AIペッパーズに移籍。

## 球歴
- ジュニア代表 - 2012年 アジアジュニア選手権 5位
- U23代表 2015年 第1回アジアU-23女子バレーボール選手権 3位[3]
- シニア代表 2014年-

## 所属チーム
- 仁川咸博初等学校（朝鮮語版）
- 중앙여자중학교（朝鮮語版）
- 江陵女子高等学校
- 韓国道路公社ハイパス（2013-2017年）
- IBK企業銀行アルトス（2017-2019年）
- 現代建設ヒルステート（2019-2025年）
- ペッパー貯蓄銀行AIペッパーズ（2025年-）

## 受賞歴
- 2013/14 Vリーグ新人選手賞[2]

## 個人成績
韓国Vリーグレギュラーラウンドにおける個人成績は下記の通り。
| シーズン | 所属         | 出場 | 出場   | アタック | アタック | アタック | アタック | ブロック | ブロック | サーブ | サーブ | サーブ       | サーブ | レセプション | レセプション | 総得点 | 備考 |
| シーズン | 所属         | 試合 | セット | 打数     | 得点     | 決定率   | 効果率   | 決定     | /set     | 打数   | エース | 決定本数/set | 効果率 | 受数         | 成功率       | 総得点 | 備考 |
| -------- | ------------ | ---- | ------ | -------- | -------- | -------- | -------- | -------- | -------- | ------ | ------ | ------------ | ------ | ------------ | ------------ | ------ | ---- |
| 2013/14  | 韓国道路公社 | 23   | 54     | 192      | 70       | 36.46%   | %        | 7        | 0.13     | 157    | 13     | 0.24         | %      |              | %            | 90     |      |
| 2014/15  | 韓国道路公社 | 22   | 60     | 214      | 64       | 29.91%   | %        | 8        | 0.13     | 115    | 7      | 0.12         | %      |              | %            | 79     |      |
| 2015/16  | 韓国道路公社 | 26   | 68     | 317      | 101      | 31.86%   | %        | 4        | 0.06     | 110    | 4      | 0.06         | %      |              | %            | 109    |      |
| 2016/17  | 韓国道路公社 | 29   | 102    | 709      | 248      | 34.98%   | %        | 12       | 0.12     | 293    | 16     | 0.16         | %      |              | %            | 276    |      |